# 터부탈린
터부탈린(terbutaline)은 브리카닐(Bricanyl) 등의 상품명으로 판매되는 약물로, 베타2 작용제이다. 천식 증상을 완화시키기 위해 흡입 약제로 주로 사용한다. 오프라벨로는 조산을 막기 위한 자궁수축억제제로도 사용되었으나 현재는 부작용으로 인해 사용이 권장되지 않고 있다. 본래 터부탈린을 이용하여 조산을 48시간까지 지연시킨 뒤, 아기의 폐 성숙과 조산의 부작용 경감을 위해 코르티코스테로이드를 주사로 산모에게 투여하였다. 미국 식품의약국(FDA)은 터부탈린의 라벨에 블랙박스 경고문을 발령하였다. 주사형 터부탈린은 심각한 산모의 심장 문제와 사망이 발생할 수 있으므로, 조산 예방이나 조산을 48~72시간 이상 오랜 시간 지연시키기 위해 사용해서는 안된다. 또한 경구형 터부탈린 역시 조산의 예방과 치료를 위해 임산부에게 투여해서는 안된다.
터부탈린은 1966년 특허를 받았으며 1970년부터 의학적으로 사용되기 시작하였다. WHO 필수 의약품 목록에 포함되어 있다.

## 의학적 사용
터부탈린은 속효성 기관지이완제로, 종종 천식의 단기간 치료제로 사용된다. 또한 자궁수축억제제로도 작용하여 조산을 지연시킬 수 있으나 이는 오프라벨로서의 사용이며, 심혈관계 부작용으로 인해 조산 예방 및 치료 목적으로의 사용은 권고되지 않는다.
천식 치료제로서 터부탈린 흡입제는 흡입한 지 15분 만에 작용하여 6시간까지 효과가 지속된다. 주사형, 알약 등으로도 판매된다.
터부탈린은 임산부 약물 등급 C군으로 분류되어 있으며 자궁수축을 멈추는 작용을 한다. 정맥 주사로 자궁수축을 멈춘 뒤에 경구 터부탈린 투여가 효과가 있다는 근거는 거의 없다. 터부탈린을 조산 치료에 사용하는 것은 오프라벨 치료법이며 FDA의 승인이 나지 않았다. 또한 FDA에서는 경구 터부탈린이 조산에 효과적이지 못하고 심각한 심장 문제나 사망을 일으킬 수 있다고 경고하였다. 또한 주사형 터부탈린은 병원에서 응급한 상황일 때만 조산에 대하여 사용할 수 있으며 짧은 시간 동안만 사용해야 한다고 밝혔다.

## 부작용
성인에서는 빈맥, 불안, 긴장감, 진전, 두통, 고혈당증, 저칼륨혈증, 저혈압, 드물게는 폐부종 등이 나타날 수 있다. 아기에서는 빈맥과 저혈당증이 나타날 수 있다.

## 상호작용
에피네프린, 이소프로테레놀 등 카테콜아민 약물과 병용하면 부정맥이나 심정지를 일으킬 수 있어 같이 사용하면 안된다. 모노아민 산화효소 억제제(MAO 억제제)나 삼환계 항우울제는 터부탈린의 혈관계에 대한 작용을 증강시켜 아주 주의해야 한다. 베타 차단제는 터부탈린이 기관지에 작용하는 것을 막고 오히려 기관지경련을 일으킬 수 있어 대안이 없는 특정 상황을 제외하면 천식 환자에게 투여하지 않는다. 칼륨을 보존하지 않는 대다수 이뇨제(고리 이뇨제, 티아지드 등)로 인한 저칼륨혈증은 베타 작용제인 터부탈린에 의해 심해질 수 있다. 이러한 효과의 임상적 중요성이 제대로 알려져 있지는 않으나 병용 시 주의가 필요하다.

## 약리학
터부탈린의 삼차 뷰틸기는 터부탈린이 베타2 수용체에 보다 선택적으로 작용할 수 있도록 한다. 벤젠 고리의 4번 위치에 하이드록실기가 없기 때문에 터부탈린 분자는 카테콜-O-메틸트랜스퍼레이스의 대사에 덜 민감하다.